# Mebritz
Mebritz is een kleine nederzetting in de Duitse gemeente Dermbach in  Thüringen. De gemeente maakt deel uit van het Wartburgkreis.  Mebritz wordt voor het eerst genoemd in een oorkonde uit 1145. In 1957 werd het dorp samengevoegd met Dermbach.
Bernshausen · Brunnhartshausen · Dermbach · Diedorf · Föhlritz · Glattbach · Gehaus · Hartschwinden · Hohenwart · Lindenau · Lindigshof · Mebritz · Menzengraben · Neidhartshausen · Oberalba · Stadtlengsfeld · Steinberg · Unteralba · Urnshausen · Zella/Rhön